# Sebettu
I Sebettu (in accadico "I Sette") sono due gruppi di demoni, uno malvagio e uno buono presenti nella mitologia mesopotamica. Come i vampiri i Sebettu mangiano carne e sangue umano.
Secondo la leggenda i Sebettu malvagi nonostante nati dal dio del cielo An aiutarono il dio della peste Erra, e successivamente coprirono la luna in modo da provare delle eclissi.
I Sette buoni, invece, sono nati da Enmescharra, e combattono i demoni del male.
Nell'astrologia babilonese i Sette malvagi sono identificati con le Pleiadi.